# Giáo hội Công giáo
Giáo hội Công giáo, gọi đầy đủ là Giáo hội Công giáo Rôma, là giáo hội Kitô giáo được hiệp thông hoàn toàn với vị giám mục giáo phận Rôma, hiện tại là Giáo hoàng Lêô XIV. Giáo hội Công giáo thuộc hệ phái Kitô giáo lớn nhất, với trên 1,3 tỷ thành viên, tính đến năm 2024. Tín hữu Công giáo tin rằng Giáo hội Công giáo Rôma là giáo hội tế tụng lại giáo lý do Chúa Giêsu Kitô (Kitô hay Cơ Đốc, trước đây phiên âm là Kirixitô, mang nghĩa là "Đấng được xức dầu") thiết lập dựa trên các tông đồ của Chúa Giêsu, Giáo hoàng là người kế vị tông đồ trưởng Phêrô, còn các giám mục là những người kế vị các tông đồ khác. Dưới sự lãnh đạo của Giáo hoàng, Giáo hội Công giáo xác định nhiệm vụ của họ là truyền bá Phúc Âm của Chúa Giêsu Kitô, cử hành các bí tích - đặc biệt là Bí tích Thánh Thể - và thực hành bác ái.
Bà Maria cũng chiếm một vị trí quan trọng trong đức tin của người Công giáo, hơn nhiều so với các hệ phái Kitô giáo khác. Họ tôn kính bà vì tin rằng bà nhận được những đặc ân của Thiên Chúa mà không người phụ nữ nào khác có được: vô nhiễm nguyên tội, làm Mẹ Thiên Chúa, đồng trinh trọn đời và cả hồn cùng xác được lên thiên đàng.
Công giáo đã góp một phần vai trò trong lịch sử nền văn minh Tây Nam Âu thời trung cổ. Giáo hội Công giáo hoàn vũ được chia theo địa giới thành các giáo phận ở nhiều quốc gia; lãnh đạo mỗi giáo phận là một vị giám mục chính tòa.
Từ thế kỷ 16, nội bộ Công giáo xung đột do các cuộc cải cách gây ra sự phân chia và sau đó dẫn đến việc hình thành các nhóm Tin Lành (Kháng Cách) riêng biệt. Từ cuối thế kỷ 20, Giáo hội Công giáo đã bị chỉ trích vì những giáo lý về tình dục, học thuyết chống lại việc phong chức cho phụ nữ và cách xử lý các trường hợp lạm dụng tình dục, đặc biệt là lạm dụng tình dục ở trẻ em liên quan đến các tu sĩ.

## Thuật ngữ
Thuật ngữ Catholic bắt nguồn từ chữ καθολικός (katholikos) trong tiếng Hy Lạp, có nghĩa là "phổ quát", "chung" - lần đầu tiên được sử dụng để mô tả về Giáo hội từ những năm đầu Thế kỷ thứ II. Chữ Katholikos là dạng tính từ của chữ καθόλου (katholou) do sự kết hợp giữa hai từ κατὰ ὅλου (kata holou), có nghĩa là "theo như toàn bộ". Từ nguyên nói trên được dịch sang tiếng Việt là "Công giáo". Như vậy tên gọi Giáo hội Công giáo có nghĩa là "Giáo hội phổ quát".
Kể từ sau cuộc Ly giáo Đông - Tây năm 1054, một số giáo hội vẫn còn giữ lại sự hiệp thông với Tòa Rôma (gồm giáo phận Rôma, Giám mục của giáo phận này là Giáo hoàng, tức thượng phụ giáo chủ tối cao) và vẫn dùng danh xưng là "Công giáo". Trong khi đó, các giáo hội khác ở phía Đông bắt đầu từ chối thẩm quyền tối cao của Giáo hoàng và họ coi giáo hội của mình mới là giáo hội "chính thống" kế thừa nguyên thủy từ thời Chúa Giêsu, vì vậy mới xuất hiện danh xưng Chính thống giáo Đông phương. Sau cuộc Cải cách Kháng nghị hồi Thế kỷ XVI, các giáo hội "hiệp thông với Giám mục Rôma" vẫn tiếp tục để sử dụng từ "Công giáo" để chỉ chính mình, nhằm phân biệt với các giáo phái đã tách ra, mà thường được biết đến với tên gọi là Tin Lành.
Có không ít sự bất đồng về cách dùng từ giữa "Giáo hội Công giáo Rôma" và "Giáo hội Công giáo", nguyên nhân là do một vài nhánh Kitô giáo khác cũng tuyên bố họ là "Công giáo" (nghĩa là tôn giáo phổ quát). Đặc biệt, Chính thống giáo Đông phương thích áp dụng thuật ngữ "Giáo hội Công giáo Rôma" để chỉ rõ trung tâm giáo hội này ở Rôma, nhằm phân biệt với các giáo hội Đông phương có trung tâm ở Constantinopolis (nay là Istanbul). Nhiều người Công giáo thích gọi ngắn gọn là "Công giáo" thay vì "Công giáo Rôma".
Thuật từ "Giáo hội Công giáo" là cách gọi phổ biến nhất được dùng trong các văn kiện chính thức của Giáo hội, cũng là thuật từ mà Giáo hoàng Phaolô VI dùng khi ký các văn kiện của Công đồng Vatican II. Tuy nhiên, cả các văn kiện xuất bản bởi Tòa Thánh và một số Hội đồng Giám mục đôi khi cũng dùng cách gọi "Giáo hội Công giáo Rôma".

## Tổ chức và quản trị

### Thể chế giáo hoàng và Giáo Triều
Hệ thống phẩm trật của Giáo hội Công giáo đứng đầu là vị Giám mục Giáo phận Rôma, chức danh là giáo hoàng. Ông được tín hữu coi là đại diện cao nhất của Thiên Chúa ở trần gian, người có quyền uy, ảnh hưởng lớn nhất trong Giáo hội Công giáo toàn cầu (trong đó bao gồm cả giáo hội theo nghi lễ Latinh và những giáo hội Công giáo theo nghi lễ Đông phương hiệp thông trọn vẹn với Rôma). Thuật ngữ "Đông Phương" và "Tây Phương" mà Giáo hội Công giáo sử dụng không hàm ý chỉ về châu Á hay châu Âu nhưng chỉ về khu vực lãnh thổ của giáo hội trong lịch sử và văn hóa, với hai trung tâm là Rôma (Tây Phương) và Constantinopolis (Đông Phương).
Giáo hoàng hiện nay là Giáo hoàng Phanxicô, người được bầu trong một cuộc Mật nghị Hồng y vào ngày 13 tháng 3 năm 2013. Thẩm quyền của Giáo hoàng gọi là thể chế giáo hoàng (Papacy). Cơ quan trung ương của thể chế giáo hoàng thường được gọi là "Tòa Thánh" (Sancta Sedes trong tiếng Latinh), hoặc "Tông Tòa" (Apostolic See) nghĩa là "ngai tòa của Thánh Phêrô Tông đồ". Trực tiếp cộng tác với Giáo hoàng là Giáo triều Rôma, tức cơ quan quản lý và điều hành hoạt động của Giáo hội Công giáo. Giáo hoàng cũng là nguyên thủ quốc gia của Thành Vatican, một quốc gia có chủ quyền đầy đủ trên một lãnh thổ nằm trong thành phố Rôma, thủ đô nước Ý.
Sau khi một vị Giáo hoàng qua đời hoặc từ chức, chỉ có các thành viên dưới 80 tuổi trong Hồng y Đoàn mới có quyền họp tại Nhà nguyện Sistina ở Rôma để bầu ra Giáo hoàng mới. Mặc dù cuộc bầu chọn này, thực tế chỉ dành riêng cho các hồng y bầu chọn cho nhau, nhưng về mặt lý thuyết, bất kỳ người nam nào theo đạo Công giáo cũng có thể được chọn làm Giáo hoàng. Kể từ 1389, chỉ có hồng y mới được nâng lên vị trí đó. Hồng y là một tước hiệu danh dự mà Giáo hoàng ban cho một số giáo sĩ Công giáo, phần lớn là các vị lãnh đạo trong Giáo triều Rôma, các Giám mục của các thành phố lớn và các nhà thần học lỗi lạc, phụ giúp Giáo hoàng quản trị Giáo hội.

### Các phương quản trị đặc biệt

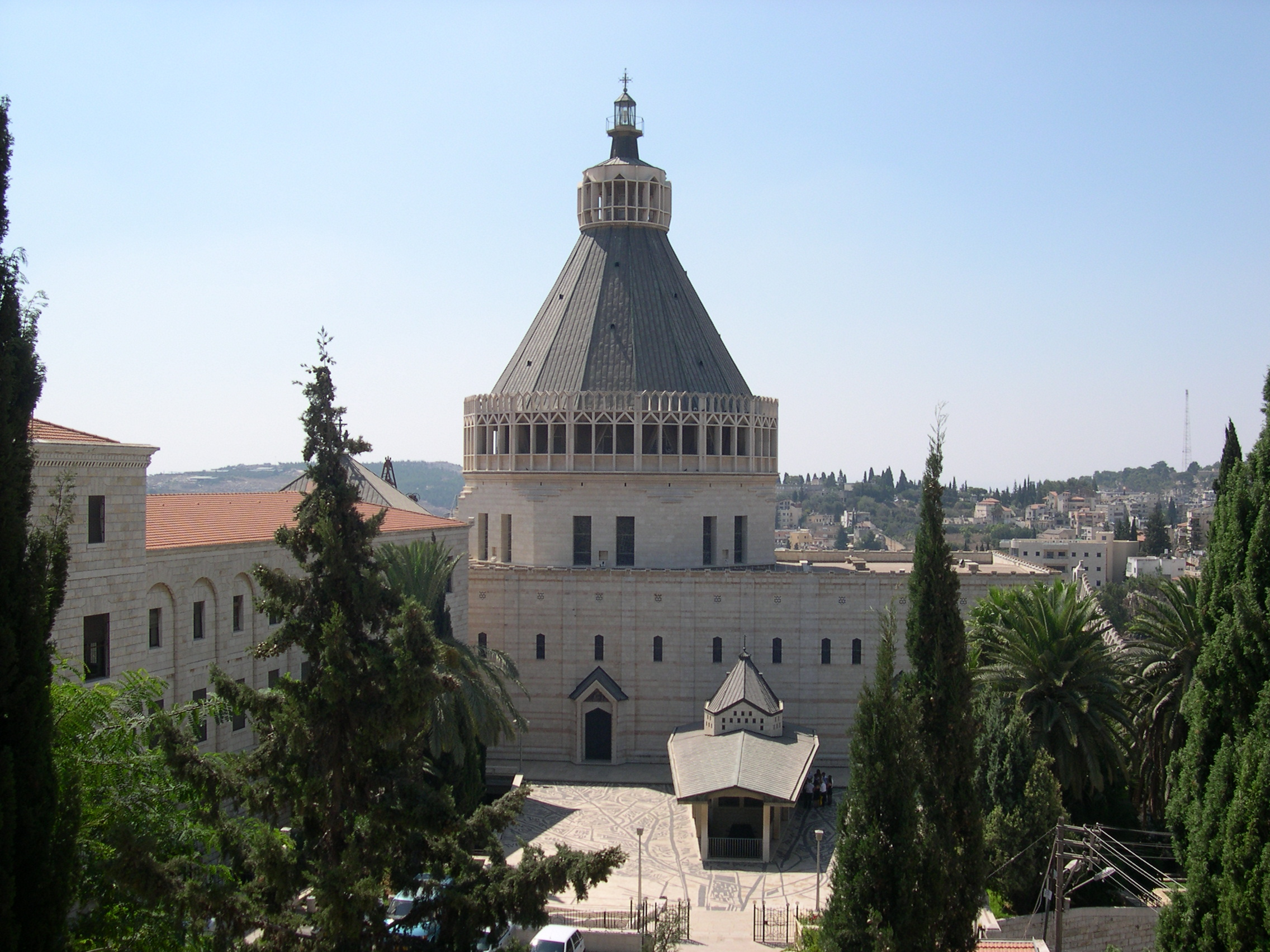
Nhà thờ Truyền Tin - nhà thờ lớn nhất ở Trung Đông dưới sự giám sát của Thánh Bộ các Giáo hội Đông Phương

Giáo hội Công giáo Hoàn vũ gồm có 24 phương quản trị (sui iuris). Lớn nhất trong số các phương quản trị này là Giáo hội Latinh, gồm hơn 1 tỷ giáo dân, phát triển ở Tây Âu trước khi lan rộng khắp thế giới. Vì thế, mỗi khi nhắc đến Giáo hội Công giáo, nhiều người thường đề cập đến giáo hội này. Giám mục thành Rôma (Giáo hoàng) là thượng phụ của phương quản trị Giáo hội Latinh. Giáo hội Latinh coi mình là nhánh lâu đời nhất và lớn nhất của Kitô giáo Tây Phương.
Nhỏ bé hơn so với Giáo hội Latinh là 23 phương tự trị Công giáo Đông phương1 với 17,3 triệu giáo dân. Mỗi phương quản trị (hay "lễ chế") trong số đó đều chấp nhận thẩm quyền của vị Giám mục Rôma về các vấn đề giáo lý. Những lãnh thổ này sở dĩ gọi là "tự quản đặc biệt" là vì cộng đoàn Kitô hữu Công giáo ở đó có khác nhau về lịch sử, văn hóa, hình thức lễ nghi, thờ phượng chứ không khác biệt về giáo lý. Nói chung, đứng đầu mỗi phương quản trị thế này là một thượng phụ (patriarch) hay giám mục cao cấp, và họ được trao quyền quản trị đối với lãnh thổ của mình ở một mức độ tương đối về các nghi thức phụng vụ, lịch phụng vụ, và các khía cạnh thờ phượng khác.
Các phương quản trị giáo hội Công giáo ở Đông Phương là những tín hữu vẫn theo các niềm tin và truyền thống của Kitô giáo Đông Phương nhưng vẫn luôn hiệp thông trọn vẹn với Giáo hội Công giáo; hoặc những tín hữu đã ly khai sau cuộc Ly giáo Đông - Tây nay trở về hiệp thông với Rôma. Thượng phụ của các phương quản trị Công giáo Đông Phương do Thượng hội đồng Giám mục (synod of the bishops) của giáo hội đó bầu lên, các chức vị khác lần lượt là: tổng giám mục miền, giám mục v.v.. Tuy nhiên, Giáo hội Latinh có Giáo triều Rôma được tổ chức cụ thể hơn, gồm có Thánh Bộ các Giáo hội Đông Phương, để duy trì mối quan hệ với họ.

### Các giáo phận, giáo xứ và dòng tu
Giáo hội Công giáo tại từng quốc gia, khu vực, hoặc các thành phố lớn gọi là giáo hội địa phương, được tổ chức thành giáo phận (diocese hoặc eparchies, tùy văn cảnh là Đông phương hay Tây phương), mỗi giáo phận do một Giám mục Công giáo lãnh đạo. Tính đến năm 2012, toàn Giáo hội Công giáo (cả Đông phương và Tây phương) gồm 2.966 đơn vị hành chính tương đương giáo phận. Các Giám mục trong một quốc gia hoặc khu vực cụ thể thường được tổ chức thành một Hội đồng Giám mục. Hội đồng Giám mục là nơi quy tụ các vị lãnh đạo Giáo hội trong một quốc gia hay một lãnh thổ để hợp nhất với nhau thi hành mục vụ theo thể cách và phương thức thích hợp với hoàn cảnh. Các giáo phận lại được phân thành rất nhiều cộng đoàn nhỏ được gọi là giáo xứ (hay xứ đạo, họ đạo), mỗi giáo xứ có một hoặc nhiều linh mục, phó tế lãnh đạo dưới quyền của Giám mục. Giáo xứ là đơn vị có trách nhiệm trực tiếp cử hành Thánh lễ, các bí tích và mục vụ cho giáo dân Công giáo.
Mọi giáo dân đều có thể gia nhập vào đời sống tu trì tại các dòng tu. Các giáo dân nam giới còn có quyền học tập để được thụ phong thành linh mục. Mọi tu sĩ Công giáo thường phải thực hiện theo ba lời khuyên trong Phúc Âm là: khó nghèo, khiết tịnh và vâng phục. Các dòng tu nổi tiếng là: Dòng Biển Đức, Dòng Cát Minh, Dòng Đa Minh, Dòng Phanxicô, Dòng Thừa Sai Bác Ái, Dòng Tên...

### Hàng Giáo phẩm
Giáo hội Công giáo có tổ chức phẩm cấp, mỗi cấp có người trị sự được Giáo hội chỉ định với ba chức Thánh2 sau: Giám mục, linh mục và phó tế. Các chức danh giáo sĩ đó đều phải cam kết sống độc thân.
- Giám mục: là những người kế vị các Thánh Tông đồ, các vị này có đầy đủ quyền năng và uy phong như nhau, kể cả Giáo hoàng. Nhưng vì Giáo hoàng là vị tông đồ "trưởng" - là vị thủ lĩnh các tông đồ nên có quyền quyết định cao hơn mà thôi. Giám mục chính tòa là người lãnh đạo một giáo phận với lãnh thổ tương đương với cấp tỉnh, thành phố của một quốc gia. Các Giám mục được quyền tấn phong một linh mục làm Giám mục khi đã được Giáo hoàng ủy quyền, truyền chức linh mục cũng như phó tế và cử hành mọi bí tích. Các Giám mục lãnh đạo giáo phận lớn hoặc giữ chức vụ quan trọng thường được phong lên danh hiệu là tổng Giám mục. Thông thường, các Giám mục phải thực hiện chuyến đi visita ad limina3 theo định kỳ để trình bản báo cáo về giáo phận của mình lên Giáo hoàng.[28]
- Linh mục: là những người phụ giúp cho Giám mục trong việc phục vụ và quản trị giáo hội địa phương. Các linh mục phải được xác định thuộc thẩm quyền của Giám mục nào. Linh mục Công giáo luôn luôn là nam giới, và chưa hề có ngoại lệ cho phụ nữ.[29] Các linh mục được cử hành Thánh lễ cũng như các bí tích khác khi có chuẩn y của Giám mục. Nếu là linh mục triều thì thường cai quản một giáo xứ trong giáo phận, còn linh mục dòng thì sống trong nhà dòng hoặc làm công việc truyền giáo. Khi hội đủ những điều kiện cần và đủ thì một linh mục, qua sự đề cử của Giám mục trên quyền, có thể được Giáo hoàng chọn làm Giám mục. Các linh mục có công lao lớn cho giáo hội thường được phong danh hiệu đức ông.
- Phó tế: là những người dưới cấp linh mục và thông thường thì mọi phó tế sẽ được phong làm linh mục (ngoại trừ chức phó tế vĩnh viễn).

Danh hiệu hồng y do Giáo hoàng phong cho những Giám mục (trường hợp đặc biệt là linh mục) có vai trò, vị trí hoặc đóng góp lớn cho Giáo hội Công giáo. Ngoài ra còn có các thừa tác viên phụng vụ. Từ Công đồng Vatican II, Giáo hội cho phép những người trưởng thành dù đã kết hôn được phong chức thừa tác viên vĩnh viễn. Họ có thể đảm nhận vai trò đọc Phúc âm, dạy giáo lý, phụ tá rửa tội, dẫn dắt phụng vụ, làm chứng hôn phối, hướng dẫn nghi thức tang lễ...

## Thực hành tôn giáo
Giáo hội Công giáo có sự phân biệt giữa nghi thức phụng vụ chung của toàn cộng đoàn và việc cầu nguyện hoặc thực hành sống đạo riêng của từng cá nhân. Các nghi thức phụng vụ chung đều do Giáo hội quy định, gồm có Thánh lễ, các Bí tích và Phụng vụ các giờ kinh. Tất cả tín hữu Công giáo được Giáo hội khuyến khích tham dự vào các nghi thức phụng, nhưng việc cầu nguyện và sống đạo là vấn đề cá nhân, không ai có thể can thiệp vào ai.

### Thánh lễ

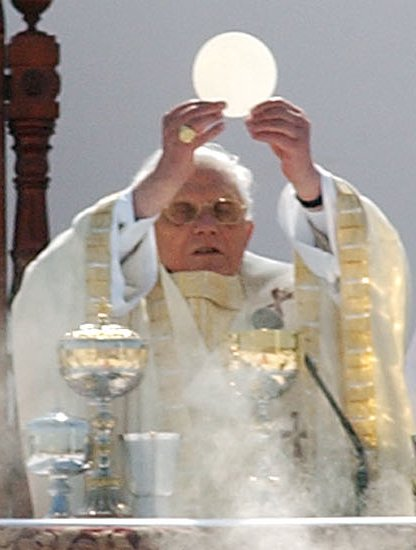
Giáo hoàng Biển Đức XVI đang cử hành Thánh lễ

Trung tâm của việc thờ phượng là cử hành Bí Tích Thánh Thể. Theo giáo lý của Giáo hội Công giáo, mỗi lần cử hành Thánh lễ thì bánh mì và rượu nho trở thành Mình và Máu của Chúa Kitô, qua lời truyền phép của linh mục. Đó là sự biến đổi về bản thể (thần tính) chứ không phải về vật lý (lý tính). Những lời truyền phép này được trích ra từ Phúc âm Nhất lãm và một lá thư của Tông đồ Phaolô4. Giáo hội dạy rằng, Chúa Kitô đã thiết lập một Giao Ước Mới (Tân Ước) với nhân loại thông qua việc cử hành Bí tích Thánh Thể trong bữa Tiệc Ly, theo như Kinh Thánh đã chép.
Bởi vì họ tin rằng Chúa Kitô hiện diện trong Thánh Thể, nên có những quy tắc nghiêm ngặt về việc lãnh nhận Bí tích Thánh Thể (rước lễ). Bí tích này chỉ có thể được cử hành bởi một linh mục hay Giám mục Công giáo. Những người cho rằng mình đang phạm tội trọng thì bị cấm không được lãnh nhận bí tích cho đến khi họ đã nhận được ơn tha thứ thông qua các Bí tích Hòa Giải. Người Công giáo thường phải nhịn ăn uống (ngoại trừ nước lã và thuốc trị bệnh) ít nhất một giờ trước khi rước lễ5.
Người Công giáo không được phép lãnh nhận bánh và rượu được cử hành trong các nhà thờ Tin Lành, vì theo quan điểm của Giáo hội Công giáo, các nhánh Tin Lành đã thiếu đi Bí tích Truyền Chức Thánh, và do đó họ cũng không có Bí tích Thánh Thể hợp lệ. Còn tại các giáo hội Chính Thống giáo Đông phương, một tín hữu Công giáo vẫn có thể lãnh nhận Thánh Thể từ một nhà thờ thuộc giáo hội này trong hoàn cảnh đặc biệt có sự phê duyệt của giáo quyền địa phương, dù rằng việc đó là không được khuyến khích6. Tuy nhiên, đối với các Thánh lễ cử hành bởi giáo sĩ thuộc Hội Công giáo Yêu nước Trung Quốc (tổ chức không được Tòa Thánh công nhận), tín hữu vẫn có thể tham dự và rước lễ nếu không có sự lựa chọn nào khác.
Cả 24 phương tự trị (sui iuris) của Giáo hội Công giáo đều có hình thức lễ nghi và truyền thống phụng vụ riêng của mình. Điều này phản ánh sự đa dạng về lịch sử và văn hóa chứ không phải là sự khác biệt trong đức tin. Các hình phụng vụ của lễ nghi Rôma được sử dụng phổ biến hơn cả, nhưng ngay cả trong giáo hội tại Latinh cũng chỉ sử dụng một vài lễ nghi khác nhau, còn các giáo hội tại Đông Phương thì có nghi thức riêng biệt cho từng giáo hội. Dù rằng có thể khác nhau về lễ nghi nhưng các giáo hội tự trị đều cử hành Bí tích Thánh Thể trong Thánh lễ và coi đó là trung tâm của tất cả các nghi thức phụng vụ Công giáo.

#### Lễ nghi Tây Phương

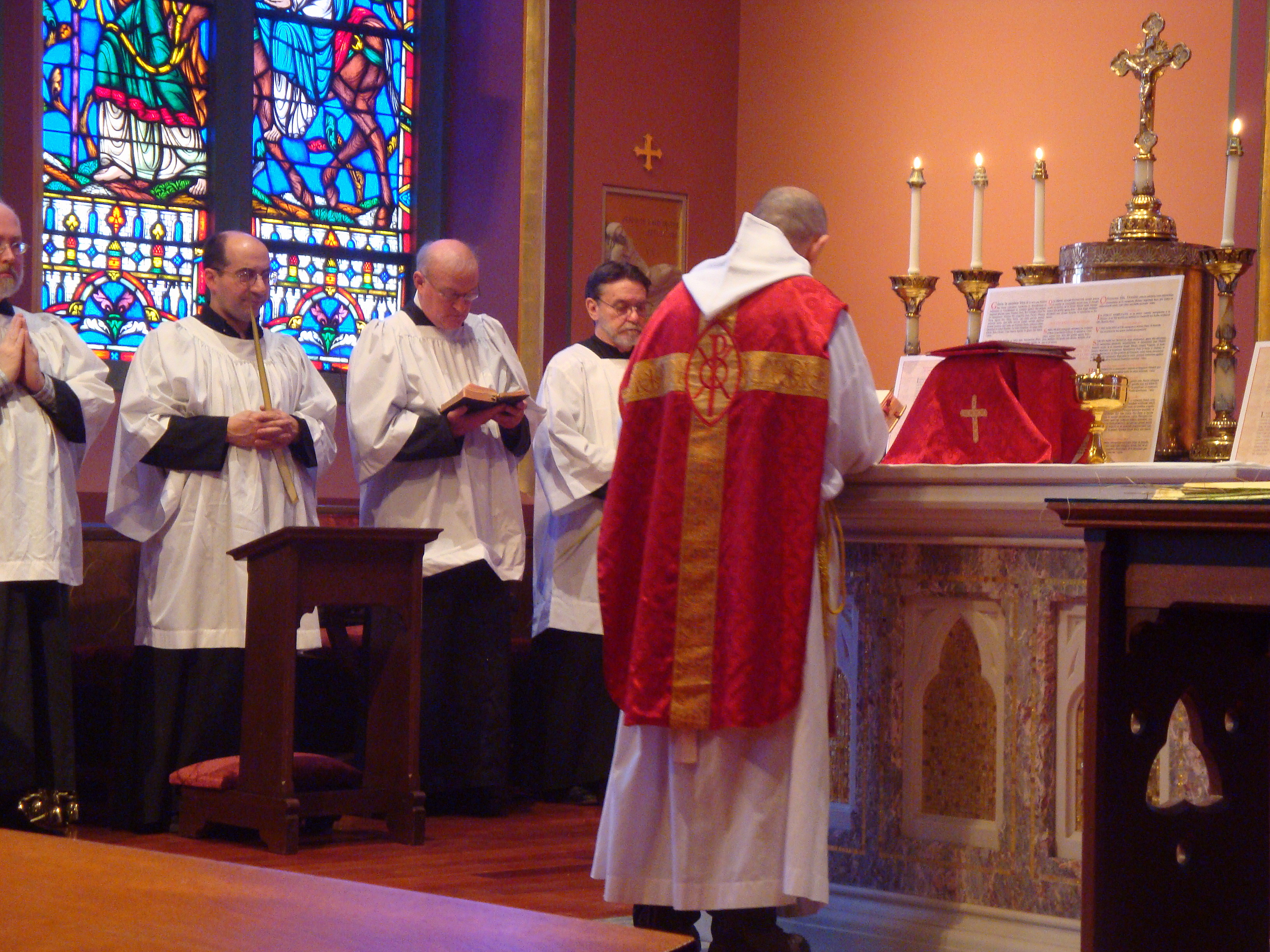
Một Thánh lễ Tridentino cổ xưa được tái cử hành năm 2009 tại một nhà nguyện

Lễ nghi Latinh (Rôma) là nghi thức thờ phượng được sử dụng phổ biến nhất của Giáo hội Công giáo. Lễ nghi này được sử dụng trên toàn thế giới, thông qua các hoạt động truyền giáo tích cực của các quốc gia Tây Âu (Tây Ban Nha, Bồ Đào Nha, Pháp, Ý...) trong suốt chiều dài lịch sử Kitô giáo.
Có hai ấn bản lễ nghi Rôma được sử phép sử dụng hiện nay: ấn bản sau năm 1969 của Sách Lễ Rôma (do Giáo hoàng Phaolô VI chuẩn nhận) hiện nay đang được sử dụng trong các ngôn ngữ bản địa trên khắp thế giới; và ấn bản năm 1962 (Thánh Lễ Tridentino). Kể từ năm 2007, nghi thức Thánh lễ bằng tiếng Latinh "Tridentina" được giáo hội bắt đầu sử dụng lại sau khi bị hủy bỏ từ Công đồng Vatican II năm 1963. Tại Hoa Kỳ, các giáo xứ lại sử dụng một lễ nghi riêng, là biến thể giữa lễ nghi Rôma nhưng vẫn giữ được một số từ ngữ trong phụng vụ Anh giáo. Dự kiến cũng sẽ có một lễ nghi riêng dành cho các cựu tín hữu Anh giáo nay gia nhập vào Giáo hội Công giáo. Ngoài ra còn có các lễ nghi Tây phương khác (không phải Rôma) bao gồm Lễ nghi Ambrosio và Mozarabic.

#### Lễ nghi Đông Phương

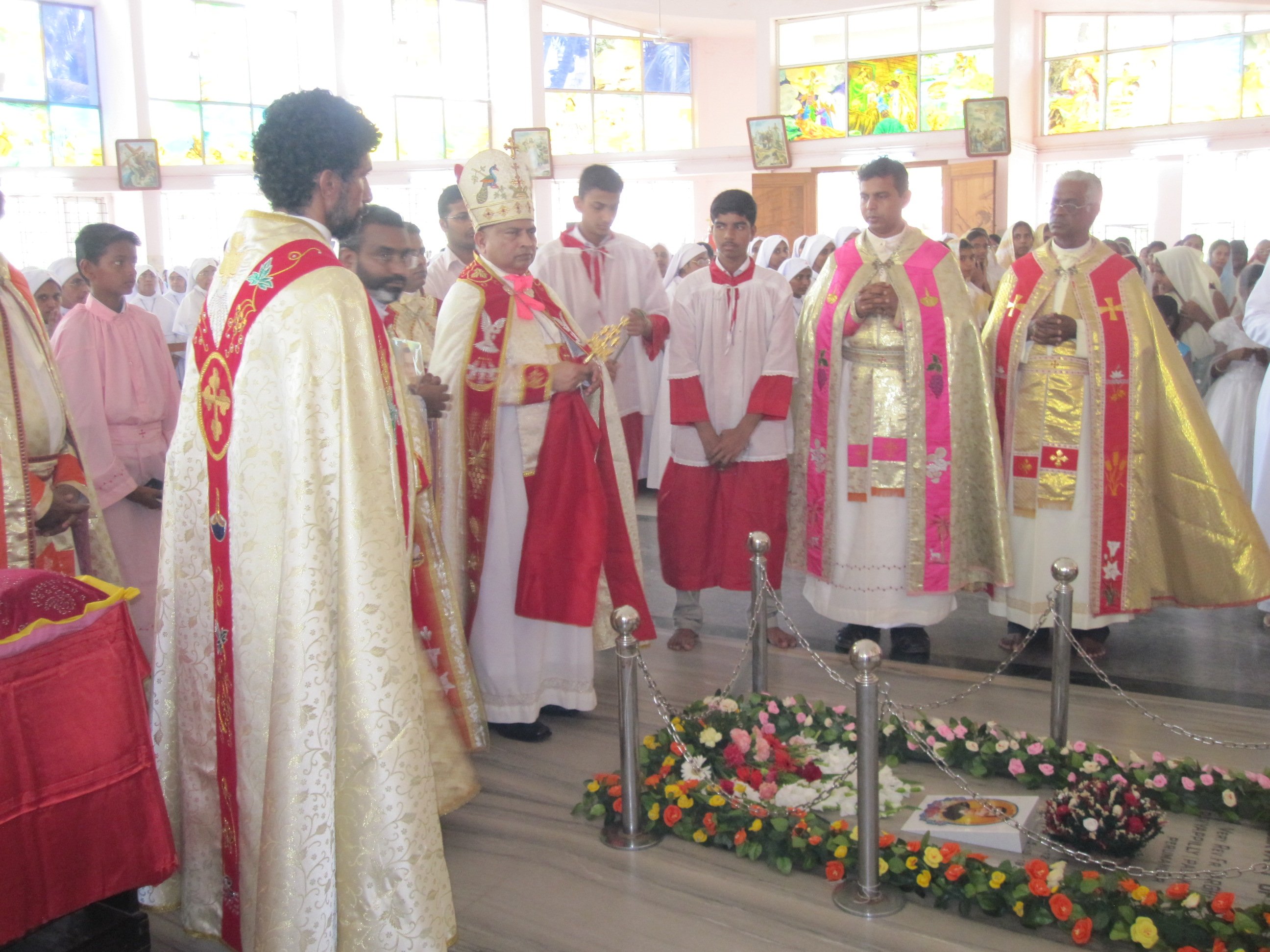
Một Giám mục Công giáo Đông phương chủ trì một nghi thức theo truyền thống

Lễ nghi của cá giáo hội Công giáo ở Đông Phương thường tương tự với lễ nghi của Chính thống giáo và các giáo hội khác ở Đông Âu, Đông Bắc Phi, và Trung Đông không còn hiệp thông với Giám mục Rôma nữa. Giáo hội Công giáo Đông Phương là một trong hai nhóm tín hữu đã khôi phục hoàn toàn sự hiệp thông với Giám mục Rôma, nhưng vẫn giữ gìn bản sắc Kitô hữu Đông Phương độc đáo của họ.
Các nghi lễ được sử dụng bởi giáo hội Công giáo Đông Phương bao gồm: lễ nghi Byzantine sử dụng ở Antiochian, Hy Lạp và Slave, lễ nghi Alexandria, lễ nghi Syria, lễ nghi Armenia, lễ nghi Maronite, và lễ nghi Chaldean. Trong những năm gần đây, giáo hội Công giáo Đông Phương đã quay trở lại với tập quán truyền thống phù hợp với Sắc lệnh về các Giáo hội Đông phương (Orientalium Ecclesiarum) của Công đồng Vatican II. Mỗi giáo hội có lịch phụng vụ riêng của mình.

### Các Bí tích
Giáo hội Công giáo dạy rằng: các bí tích là những dấu hiệu thiêng liêng do Đấng Kitô lập ra và giao phó cho Giáo hội để ban lại cho chúng ta. Chúng mang lại hiệu quả thánh thiện cho những ai thực tâm đón nhận chúng. Toàn bộ đời sống phụng vụ của Giáo hội xoay quanh việc cử hành Thánh lễ và các bí tích. Có bảy Bí tích được Giáo hội công nhận là: Thanh Tẩy (Rửa Tội), Thêm Sức, Thánh Thể, Bí tích Hòa Giải (Thống Hối), Truyền Chức Thánh, Xức Dầu Bệnh Nhân và Hôn Phối. Những người bị vạ tuyệt thông thì mất quyền lãnh nhận các bí tích.

### Phụng vụ các giờ kinh
Các giờ kinh phụng vụ (hay còn gọi là kinh Thần Vụ) là những giờ kinh của toàn thể Hội Thánh Công giáo dâng lên Thiên Chúa, được cử hành cách long trọng trong các cộng đoàn dòng tu, chủng viện, các hội đoàn giáo dân hay cũng có thể cử hành riêng mỗi cá nhân nếu không có điều kiện đọc cùng cộng đoàn. Kinh phụng vụ được chia làm nhiều giờ theo thời gian trong ngày (kinh Sách, kinh Sáng, Kinh Trưa (giờ Ba, giờ Sáu, giờ Chín), kinh Chiều, kinh Tối). Trong giờ kinh, họ thường đọc hoặc hát các bài thánh thi, thánh vịnh và các lời cầu nguyện theo mẫu đã được Hội Thánh quy định và biên soạn. Việc thực hành này là bắt buộc với những người đã được lãnh nhận chức thánh (như phó tế, linh mục, giám mục). Ngoài ra còn phải kể đến các hoạt động sùng bái của các tín hữu ngoan đạo, đơn giản nhất là việc cầu nguyện vào buổi sáng và buổi tối, hình thức khác là một mình hay tụ họp lại để đọc Thánh Kinh và suy niệm. Ngoài nghi thức phụng vụ ra, Giáo hội Công giáo còn có một sự đa dạng về thực hành sống đạo mà cầu nguyện là hình thức rất được khuyến khích vì nó được coi là sự vận động để phát triển đời sống thiêng liêng của tín hữu, thắt chặt mối quan hệ giữa con người với Thiên Chúa. Các việc làm đạo đức rất được Giáo hội khuyến khích: chúng có thể là việc tôn kính Thánh tượng, viếng nhà thờ, đi hành hương, rước kiệu, đi Đàng Thánh Giá, chầu Thánh Thể và đọc Kinh Mân Côi.

## Giáo lý Đức tin
Đức tin Công giáo được tóm lược trong Tín điều Nicea và thể hiện chi tiết trong Sách Giáo lý Hội Thánh Công giáo. Căn cứ vào những lời hứa của Chúa Kitô trong Sách Phúc Âm, Giáo hội Công giáo tin rằng họ liên tục được hướng dẫn bởi Chúa Thánh Thần, là đấng bảo vệ họ khỏi rơi vào những lạc giáo. Chúa Thánh Thần soi dẫn để tín hữu nhận biết Thiên Chúa qua Thánh Kinh, Thánh Truyền và Huấn Quyền của Giáo hội. Bà Maria cũng chiếm vị trí quan trọng trong đức tin của người Công giáo. Họ tin rằng vì bà là mẹ Chúa Giêsu nên bà có sức ảnh hưởng lớn đến việc Thiên Chúa ban ơn cho tín hữu.

### Thiên Chúa Ba Ngôi
Giáo hội Công giáo dạy rằng Thiên Chúa là đấng duy nhất, vĩnh hằng, thượng quyền, thông suốt tất cả, công chính vẹn toàn và hiện diện mọi nơi. Tín hữu Công giáo tin thuyết Ba Ngôi: Thiên Chúa là tự nhiên mà có, bản thể và hiện thân là một Chúa nhưng lại tồn tại trong ba ngôi vị (tam vị nhất thể), từng ngôi vị đồng nhất với bản thể, không ngôi vị nào hơn ngôi vị nào và chỉ phân biệt về quan hệ giữa ba ngôi vị: giữa Chúa Cha và Chúa Con, giữa hai ngôi vị này với Chúa Thánh Thần, thành một Thiên Chúa Ba Ngôi.
Chúa Cha thường được liên tưởng là đấng sáng tạo ra mọi vật mọi loài trong vũ trụ. Thiên Chúa cũng yêu thương và chăm sóc cho thụ tạo của mình, ngài trực tiếp tham gia vào thế giới và cuộc sống của con người, mong muốn con người kính thờ Chúa và yêu thương đồng loại. Công giáo còn tin rằng, con người là loài thụ tạo có thân xác (hữu hình) và linh hồn (vô hình) gắn bó mật thiết với nhau. Bên cạnh đó, còn có thụ tạo vô hình khác là thiên thần, làm nhiệm vụ tôn thờ và phục vụ Thiên Chúa. Một số thiên thần đã chọn chống lại Thiên Chúa, trở thành ma quỷ, và tìm cách gây hại cho nhân loại. Trong số đó, lãnh đạo thiên thần nổi loạn gọi là Satan hoặc Lucifer.
Giáo hội Công giáo tin rằng Thiên Chúa chỉ mặc khải trọn vẹn qua người con duy nhất là Giêsu Kitô, Ngôi Hai Thiên Chúa nhập thể làm người. Giáng sinh xuống trần gian bởi Trinh nữ Maria nên Giêsu vừa mang bản tính Thiên Chúa vừa mang bản tính loài người. Qua cuộc đời và triết lý của mình, Giêsu đã dạy mọi người cung cách sống, nói về tình yêu của Thiên Chúa và ban tặng hồng ân, vinh quang cho những ai tin mình. Cuộc tử nạn và phục sinh của Chúa Giêsu là cái giá tột đỉnh mà Chúa phải gánh chịu để đền bù cho tội lỗi của loài người, để họ được thứ tha và hòa giải với Thiên Chúa. Chúa Thánh Thần được tin canh tân, Thánh hóa Giáo hội kể từ sau khi Chúa Giêsu về trời.
Theo Công giáo, "mầu nhiệm" là những điều huyền bí về Thiên Chúa mà tài trí con người không thể hiểu và giải thích đầy đủ được nhưng tin đó là chân lý. Tóm lại, tín hữu Công giáo có thể tuyên xưng đức tin cơ bản qua câu nói: "Có ba mầu nhiệm chính trong Đạo: Thứ nhất là Mầu nhiệm Thiên Chúa Ba Ngôi, thứ hai là Mầu nhiệm Ngôi Hai xuống thế làm người, thứ ba là Mầu nhiệm Ngôi Hai cứu chuộc".

### Tội nguyên tổ
Trong đức tin của người Công giáo, loài người trước đây được Thiên Chúa sáng tạo ra để hiệp thông với ngài nhưng vì không vâng lời Thiên Chúa khi ăn trái của "cây biết điều thiện điều ác" (trái cấm), Adam và Eva - tổ tiên loài người theo Công giáo – đã làm mối quan hệ đó bị đổ vỡ khiến tội lỗi và sự chết lan tràn khắp thế giới. Vấp ngã này của con người được gọi là tội nguyên tổ (hay tội tổ tông). Từ đây, con người đánh mất đi tình trạng nguyên thủy của mình là được hiệp thông với Thiên Chúa, bị đưa vào tình trạng của sự chết nhưng qua ý tưởng con người có một linh hồn bất tử. Khi Giêsu đến với thế giới, giữa Thiên Chúa và loài người đã có sự hòa giải qua hiến tế bằng cái chết và sự sống lại của Giêsu, một lần nữa con người lấy lại được sự hiệp thông và dự phần vào vinh quang Thiên Chúa.

### Cứu rỗi
Giáo hội dạy rằng Thiên Chúa dành cho tất cả mọi người sự cứu rỗi để hướng tới một cuộc sống vĩnh hằng và ngài coi đó như là một hồng ân, một vinh quang qua sự hiến tế của Đấng Kitô. "Với những nỗ lực để tỏ tường về Thiên Chúa, chẳng có câu trả lời chính xác nào hay tài trí nào của con người làm được. Giữa Thiên Chúa và chúng ta có một sự khác biệt vô tận khiến chúng ta phải thừa nhận về ngài, Thiên Chúa chúng ta". Thiên Chúa là đấng bào chữa, là đấng giải thoát chúng ta khỏi tội lỗi. Hoặc là chúng ta đón nhận hồng ân này Thiên Chúa ban cho ta thông qua đức tin vào Giêsu Kitô và phép rửa tội[b] hoặc là khước từ nó. "Đức tin không hành động là đức tin chết".
Giáo hội còn dạy rằng con người cần phải được thanh tẩy ngay từ lúc này, ngay trong thực tại này (tức cuộc sống trần thế) vì khi chết rồi thì không thể làm gì hơn được nữa. Thanh tẩy là khi nhận Phép rửa và nó bị mất đi khi linh hồn phạm tội chết (tội trọng). Tội trọng là sự cố ý vượt quá giới luật của Thiên Chúa cách nghiêm trọng. Nhưng con người có thể lại được sự Thánh tẩy khi người ấy thành thật thú nhận trong Bí tích Hòa giải. Nếu ai đó biết sám hối tội lỗi của họ trước khi chết mà không thể thông qua Bí tích Hòa Giải được vì lý do khách quan nào đó thì với lời khẩn cầu, tội của họ cũng tự nhiên được tha thứ.
Qua hiến tế của Giêsu bằng cái chết trên thập giá, sự cứu rỗi thậm chí còn được ban ra bên ngoài ranh giới của Giáo hội, nghĩa là phổ biến cho mọi người. Do đó, các Kitô hữu lẫn dân ngoại, nếu ai nhiệt thành đáp lại chân lý này thì Thiên Chúa sẽ bày tỏ lòng xót thương của ngài đối với họ. Điều này đôi khi là một trách nhiệm để trở thành thành viên của Giáo hội.
Phép Thanh Tẩy (rửa tội) là một nghi thức quan trọng của người Kitô hữu, qua lăng kính của Giáo hội Công giáo, nó được nâng lên hàng bí tích. Phép rửa không chỉ làm thanh tẩy tội lỗi của một người nào đó, nó cũng làm cho họ trở thành "con cái Thiên Chúa và được dự phần với ngài", trả lại cho con người trạng thái nguyên bản mà đã được hình thành giống như hình ảnh của Thiên Chúa. Phép rửa còn là cầu nối giữa người nào đó với đời sống cộng đoàn Giáo hội. Bởi vậy, khi chịu phép rửa trong Giáo hội, là thân thể Đức Kitô, người ta cũng sẻ chia cuộc khổ nạn và phục sinh với ngài. Sự cứu rỗi là phổ biến cho tất cả mà không loại trừ ai. Công giáo tin rằng Thiên Chúa không nỡ từ chối một khẩn cầu cứu rỗi của ai đó bên ngoài Giáo hội. Điều này là một trong những quan điểm bất đồng lớn giữa Công giáo và Kháng cách.

### Thánh Kinh và Thánh Truyền
Những lời giảng dạy của Giáo hội Công giáo là những điều được trích dẫn ra từ hai nguồn: Thánh Kinh và Thánh Truyền. Họ cho rằng cả hai đều xuất phát từ Thiên Chúa và được giải thích bởi Huấn Quyền (Magisterium) của Giáo hội. Danh sách và nội dung chính thức về các sách Thánh kinh được Giáo hội Công giáo chấp nhận là những bản Thánh Kinh viết bằng tiếng Latin hồi thế kỷ thứ IV, cụ thể là 46 quyển của Cựu Ước và 27 quyển của Tân Ước.
Năm 1943, trong bức thông điệp "Divino Afflante Spiritu" của ông, Giáo hoàng Piô XII đã khuyến khích những học giả Thánh Kinh hãy cần mẫn nghiên cứu về ngôn ngữ nguyên bản của các sách Thánh Kinh (tiếng Do Thái, Hy Lạp, Aram trong Cựu Ước và tiếng Hy Lạp trong Tân Ước) và những ngôn ngữ chung nguồn gốc khác để hiểu biết sâu rộng và đầy đủ hơn về những văn bản này, và cho rằng: "văn bản nguyên bản... được viết bằng ơn linh hứng của tác giả thì có thẩm quyền và giá trị hơn bất kỳ bản nào, thậm chí cả những bản đã được dịch rất hoàn hảo, dù đó là cổ xưa hay hiện đại".
Thánh Truyền (gọi tắt của Truyền thống các Thánh Tông Đồ) mà Giáo hội Công giáo định nghĩa rằng: "mang lời của Thiên Chúa đã được Chúa Kitô và Chúa Thánh Thần ủy thác cho các Tông Đồ và truyền đạt lời Chúa cách nguyên vẹn cho những người kế vị các Tông Đồ để các vị này gìn giữ, trình bày và truyền bá lời đó cách trung thành khi giảng dạy". Nguồn gốc Thánh Truyền thì rất đa dạng và những giảng dạy của Giáo hội ngày nay thường là được truyền khẩu từ các tông đồ. Nhiều ghi chép của các cha đạo sơ khai đã phản ánh được Thánh Truyền.
Huấn Quyền là thẩm quyền giáo huấn, giải thích Kinh Thánh và đức tin của các vị lãnh đạo giáo hội như Giáo hoàng, Giám mục, linh mục, nhằm giúp cho tín hữu hiểu rõ vấn đề.

### Giáo hội Tông Truyền
Giáo hội là "thân thể Chúa Kitô"7 mà ngài là "đầu" và Công giáo dạy rằng đó là một thân thể được hiệp nhất bởi những người tin Chúa cả trên thiên đàng và trên địa cầu này. Theo Giáo Lý, Giáo hội Công giáo xưng mình là "Giáo hội duy nhất của Chúa Kitô". Giáo hội này dạy rằng người sáng lập ra họ là chính Chúa Giêsu Kitô, đã bổ nhiệm mười hai tông đồ tiếp tục công việc của Chúa Giêsu sau khi ông về trời. Các tông đồ đó là những vị Giám mục đầu tiên của Giáo hội.
Giáo hội Công giáo diễn giải: tổ chức Giáo hội của họ là sự hiện diện liên tục của Chúa Giêsu trên Trái Đất, và tất cả các Giám mục được tấn phong hợp lệ là người kế thừa các tông đồ khi xưa (Tông Truyền). Trong đó, các Giám mục thành Rôma được coi là người kế vị tông đồ trưởng Simon Phêrô, có quyền tối thượng ở trần gian nên được gọi là Giáo hoàng.

### Niềm tin về cái chết

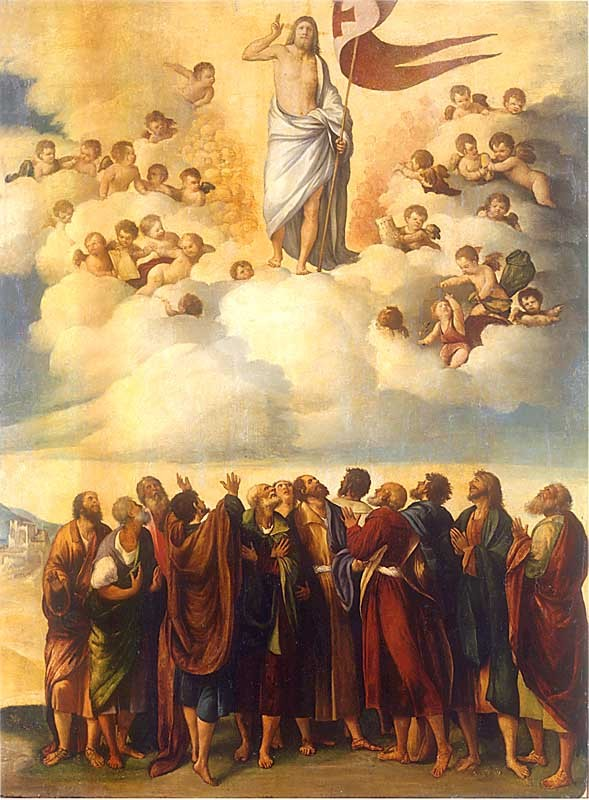
Chúa Thăng Thiên, tranh của Dosso Dossi (thế kỷ XVI) với thiên đàng bên trên và trần gian bên dưới.

Giáo hội Công giáo dạy rằng, con người gồm có thể xác và linh hồn. Cái chết chỉ là sự chấm dứt của thân xác nhưng linh hồn là bất diệt. Ngay sau khi chết, linh hồn của mỗi người sẽ nhận được một cuộc phán xét riêng của Thiên Chúa, nhưng vẫn còn một cuộc phán xét chung thẩm cho cả nhân loại trong ngày tận thế, khi mà Chúa Kitô quay lại trần gian làm thẩm phán. Theo đó, cuộc chung thẩm này sẽ chấm dứt tình trạng hiện tại của nhân loại và bắt đầu một Thiên Quốc (Nước Trời) mới và tốt đẹp hơn do Thiên Chúa cai trị. Theo Giáo lý Công giáo, vào ngày tận thế, linh hồn sẽ nhập lại thể xác (được tái sinh) và sau đó mỗi người sẽ phải chịu bản án thưởng hay phạt tùy theo những việc họ đã làm khi còn sống ở trần gian. Họ sẽ đi vào một trong ba tình trạng sau:
- Thiên đàng là tình trạng hạnh phúc tối thượng và vĩnh viễn. Ai chết trong ân sủng của Thiên Chúa và ai không cần bất cứ sự thanh luyện cuối cùng nào, sẽ được qui tụ quanh Chúa Giêsu và Đức Maria, các thiên thần và các Thánh ... được chiêm ngắm Thiên Chúa "mặt giáp mặt" (1 Cr 13,12) ... sống trong sự hiệp thông tình yêu với Chúa Ba Ngôi và chuyển cầu cho chúng ta (Toát Yếu Giáo Lý của Giáo hội Công giáo, số 209).[37]
- Luyện ngục là tình trạng của những người chết trong tình thân với Thiên Chúa, nhưng dù đã được đảm bảo ơn cứu độ vĩnh cửu, họ còn cần thanh luyện trước khi được hưởng hạnh phúc thiên đàng (Toát Yếu Giáo Lý của Giáo hội Công giáo, số 210).[37] Những linh hồn ở luyện ngục có thể nhận được sự cầu thay nguyện giúp của các Thánh trên thiên đàng và những người đang sống ở trần gian.
- Hỏa ngục: là tình trạng xa cách đời đời khỏi Thiên Chúa. (Toát Yếu Giáo Lý của Giáo hội Công giáo, số 212),[37] phải chịu sự đau khổ vô cùng, dành cho những người phạm tội trọng và không chịu hối cải. Tình trạng ày kéo dài vô hạn. Trước đây, quan niệm hỏa ngục là nơi chịu sự tra tấn, thiêu đốt bằng lửa cực nóng của ma quỷ nhưng quan niệm hiện đại cho rằng, nơi nào mà không có sự hiện diện và tình yêu của Thiên Chúa thì cũng chịu đau khổ như hỏa ngục vậy.

### Maria và các Thánh

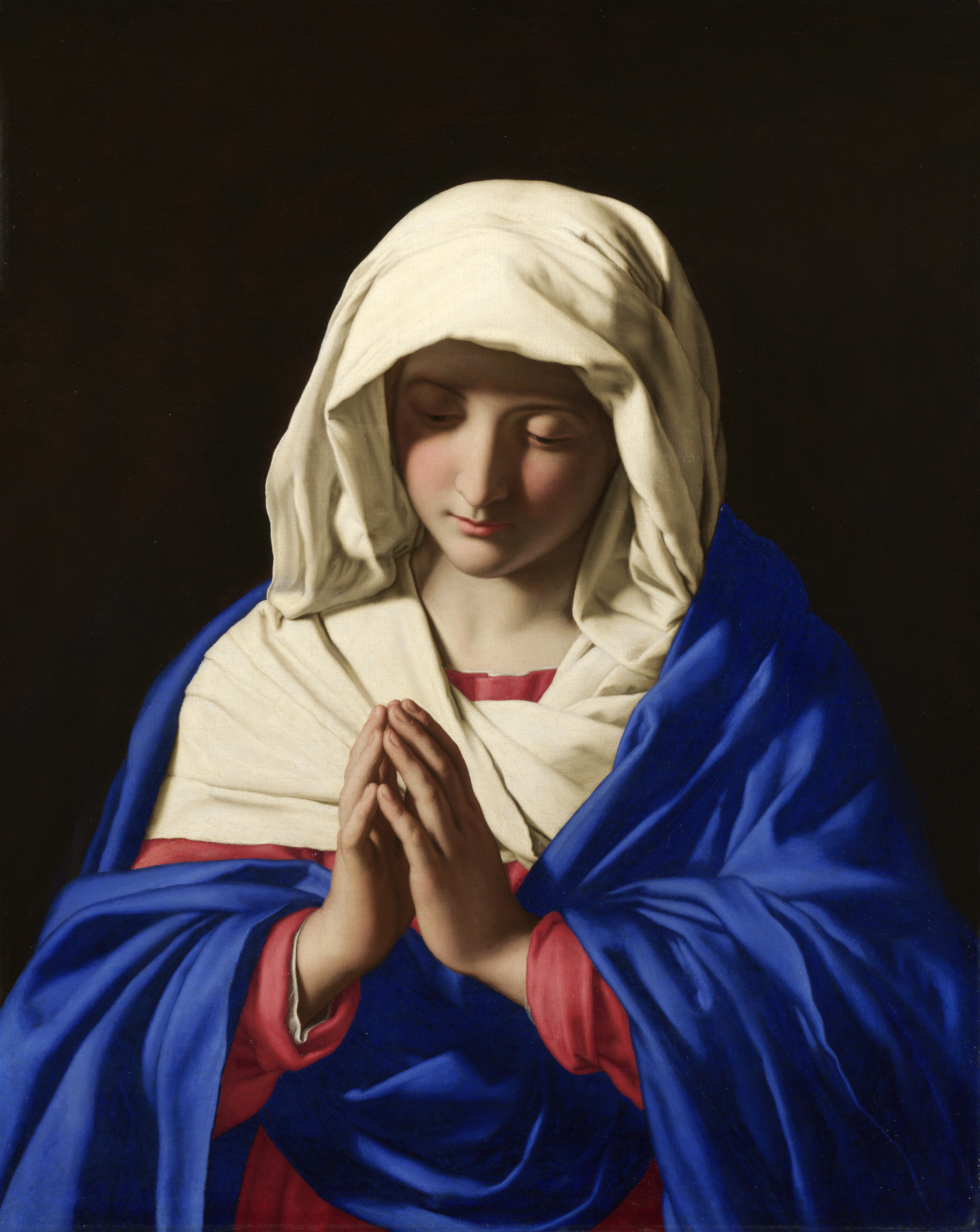
Đức Nữ Đồng Trinh cầu nguyện, tranh của Sassoferrato, thế kỷ XVII

Bà Maria - mẹ của Giêsu Nazareth - chiếm một vị trí quan trọng trong Giáo hội Công giáo. Các giáo phái Kháng Cách thường chỉ trích Công giáo về điều này vì họ cho rằng chỉ nên tôn thờ Thiên Chúa mà thôi, việc tín hữu Công giáo tôn thờ bà Maria là tôn thờ ngẫu tượng, trái với luật Chúa. Tuy nhiên, Giáo hội Công giáo lập luận rằng họ chỉ dành cho bà Maria sự tôn kính đặc biệt chứ đó không phải là sự tôn thờ. Giáo hội Công giáo thường xưng bà Maria với danh hiệu là Đức Mẹ, Nữ Vương, Thánh Mẫu... Họ tin rằng bà Maria đồng trinh vĩnh viễn và là Mẹ của Thiên Chúa. Ngoài ra, họ còn tin bà "Vô Nhiễm Nguyên Tội" và hồn và xác của bà đã được vào thiên đàng. Bốn luận điểm này đã được chế định thành tín điều (điều phải tin), hai điều sau do Giáo hoàng Piô IX và Giáo hoàng Piô XII công bố lần lượt trong các năm 1854 và 1950.
Việc tôn kính bà Maria của Giáo hội Công giáo không chỉ trong các lời kinh, lời ca tụng về cuộc đời bà trong cuộc sống hàng ngày mà còn trong rất nhiều tác phẩm văn hóa nghệ thuật, âm nhạc, điêu khắc và kiến trúc. Giáo hội Công giáo xác nhận chính thức một số cuộc hiện ra của bà Maria, như tại Lộ Đức, Fatima, Guadalupe... Những nơi này cũng là địa điểm hành hương lớn thu hút nhiều tín đồ Công giáo. Kinh Mân Côi chiếm một vị trí quan trọng trong đời sống cầu nguyện của người Công giáo. Cùng với Trinh nữ Maria, các vị Thánh là những người nam hay nữ đã tuyên xưng niềm tin nơi Thiên Chúa, sống cuộc đời nêu gương sáng và chết trong ân nghĩa với Chúa, được tin là đang vinh hiển trên thiên đàng. Việc thờ phượng chỉ dành riêng cho Thiên Chúa; với các Thánh, tín hữu chỉ tôn kính. Các tín hữu cầu nguyện với bà Maria và các Thánh vì tin rằng nhờ lời chuyển cầu và trợ giúp của các vị, Thiên Chúa sẽ nhậm lời họ cầu xin.

### Đức tin và khoa học

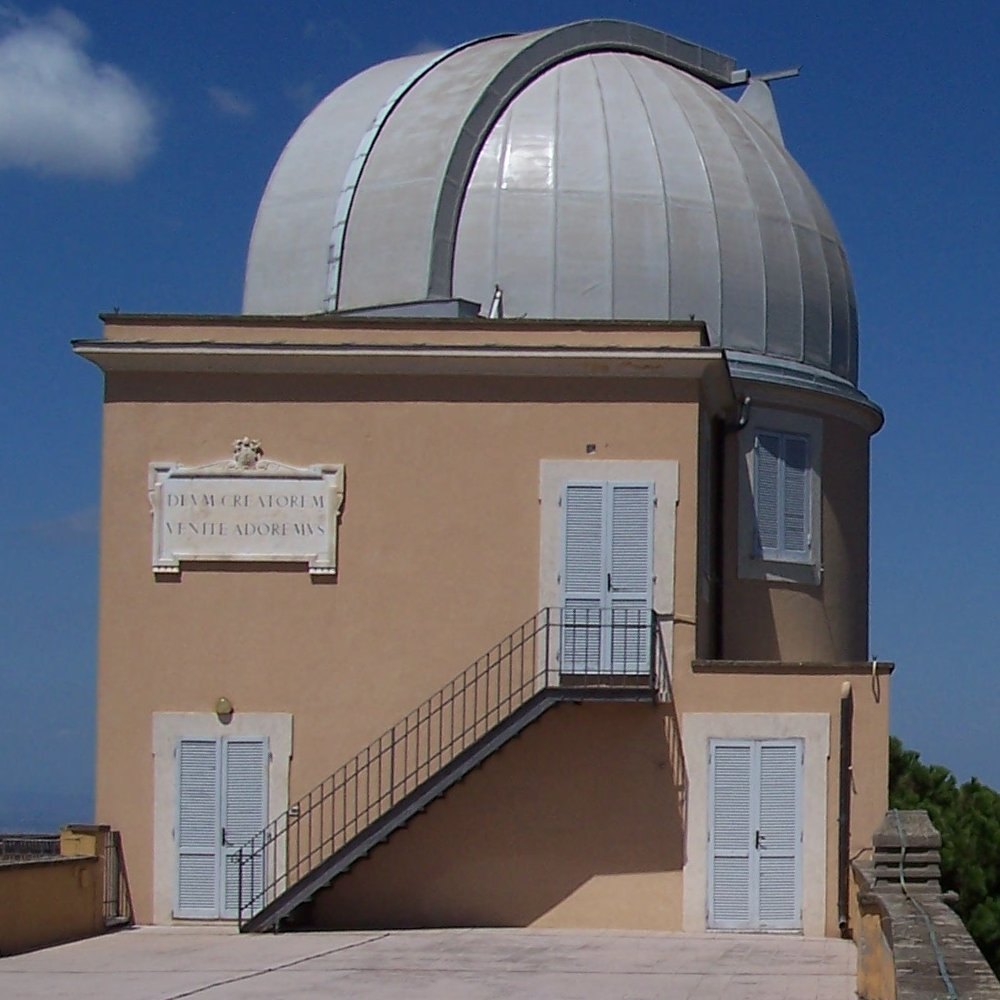
Đài quan sát thiên văn Vatican

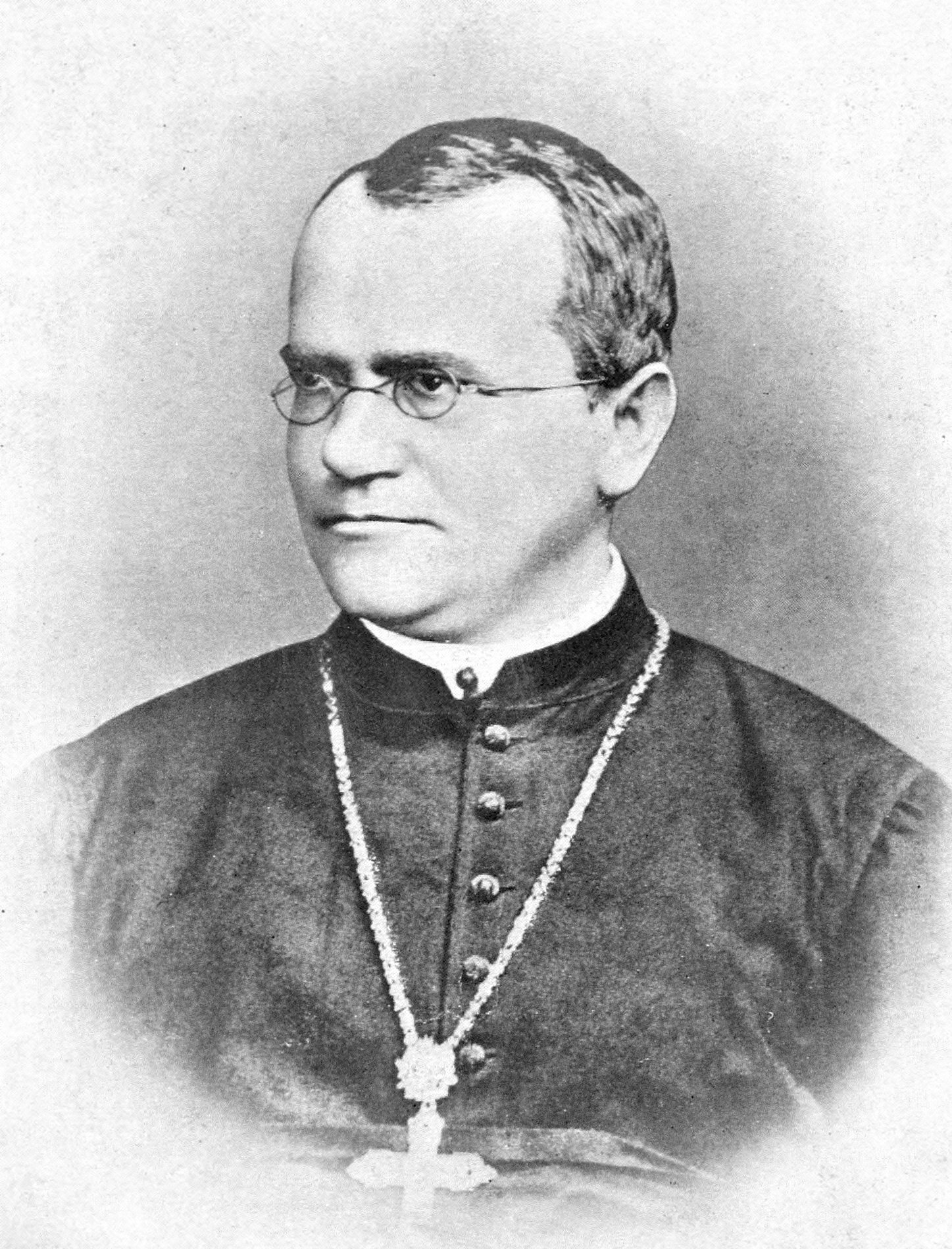
Gregor Mendel - một linh mục Dòng Augustine gây ảnh hưởng lớn đến di truyền học hiện đại

### Nghệ thuật

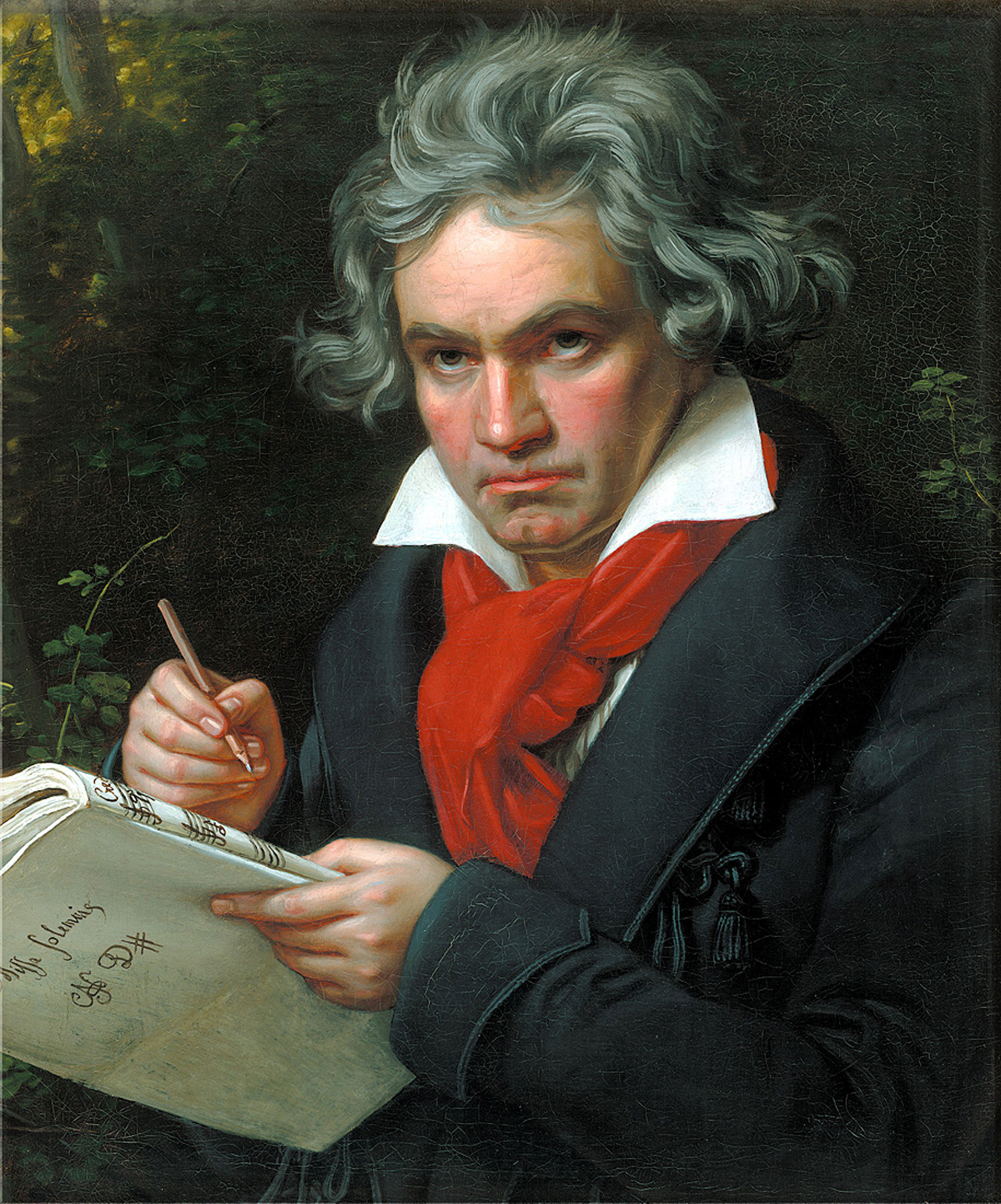
Ludwig van Beethoven - nhà soạn nhạc người Công giáo có nhiều tác phẩm cổ điển nổi tiếng

### Đời sống thường ngày
Người Công giáo phải nỗ lực để trở thành môn đồ thực sự của Giêsu. Họ mong đợi tìm kiếm được sự tha thứ cho những tội lỗi của mình qua tấm gương và lời giảng dạy của Giêsu. Họ tin rằng thông qua Giêsu, Thiên Chúa đã ban bảy phép bí tích cho mình như nhưng công cụ để trợ giúp họ thực hiện được điều này. Người Công giáo tin rằng Thiên Chúa luôn luôn tác động giữa loài người trên thế giới này. Người Công giáo được "Thánh hóa" là nhờ các phép bí tích của Giáo hội và qua cả những lời cầu nguyện, những công việc phúc đức, hành hương và ăn chay hãm mình. Cầu nguyện cho người khác, thậm chí cho kẻ thù và những người ngược đãi mình là một nhiệm vụ của Kitô hữu8. Người Công giáo cho rằng có bốn mục đích cầu nguyện: tôn thờ, tạ ơn, ăn năn và khẩn cầu. Người Công giáo cũng có thể cầu nguyện với Thiên Chúa xin tha tội cho những ai đã chết (cầu cho các linh hồn), và đặc biệt là họ cũng có thể cầu nguyện với Trinh nữ Maria - mẹ Thiên Chúa - và các Thánh nữa.

### Giáo hội Sơ khai

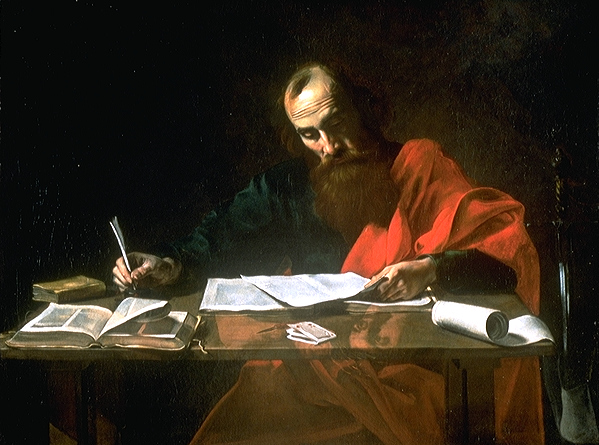
Thánh Phaolô tông đồ

### Thượng Trung Cổ

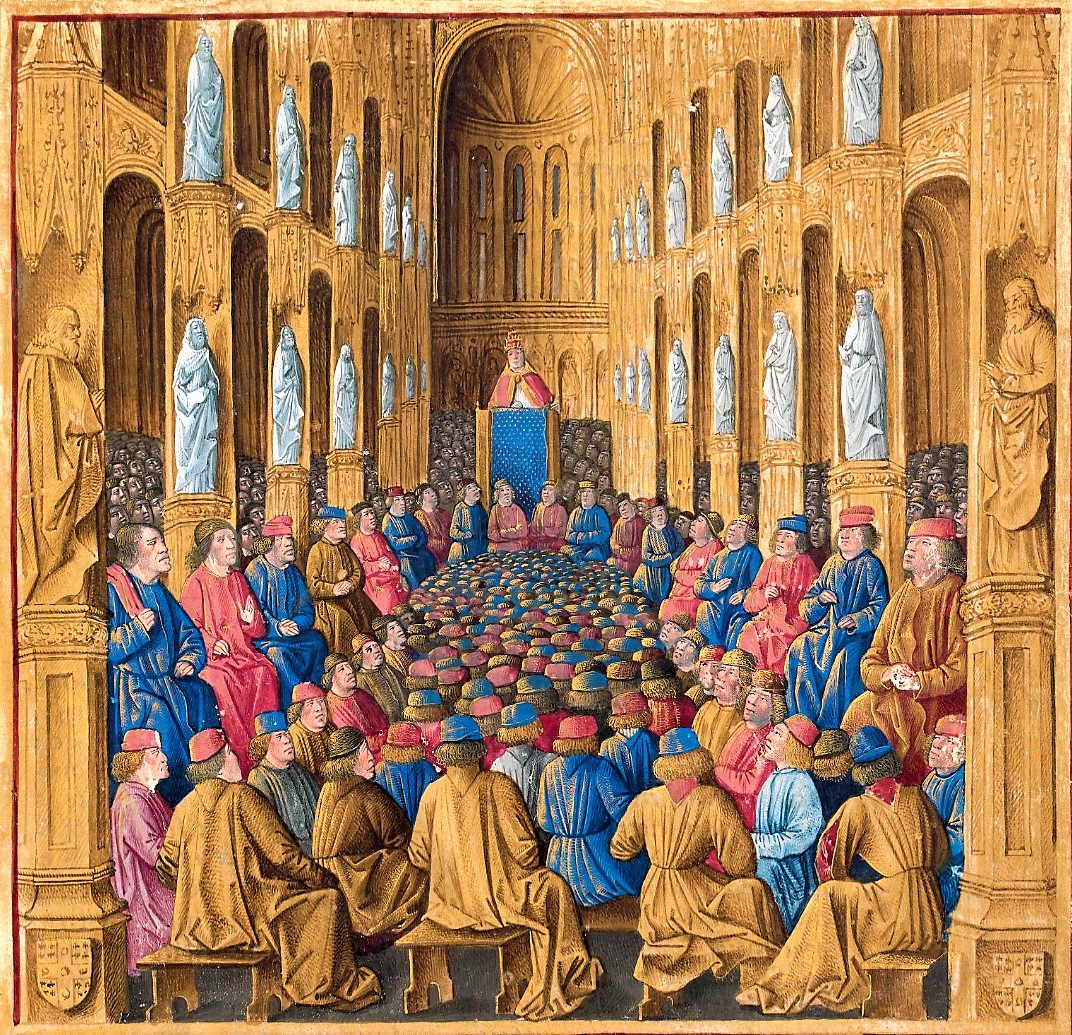
Cảnh Giáo hoàng Urbanô II tại Công đồng Clermont, nơi ông đề cập đến ý định chiếm lại Đất Thánh. Tranh vẽ Thế kỷ XV

#### Công đồng Vatican II

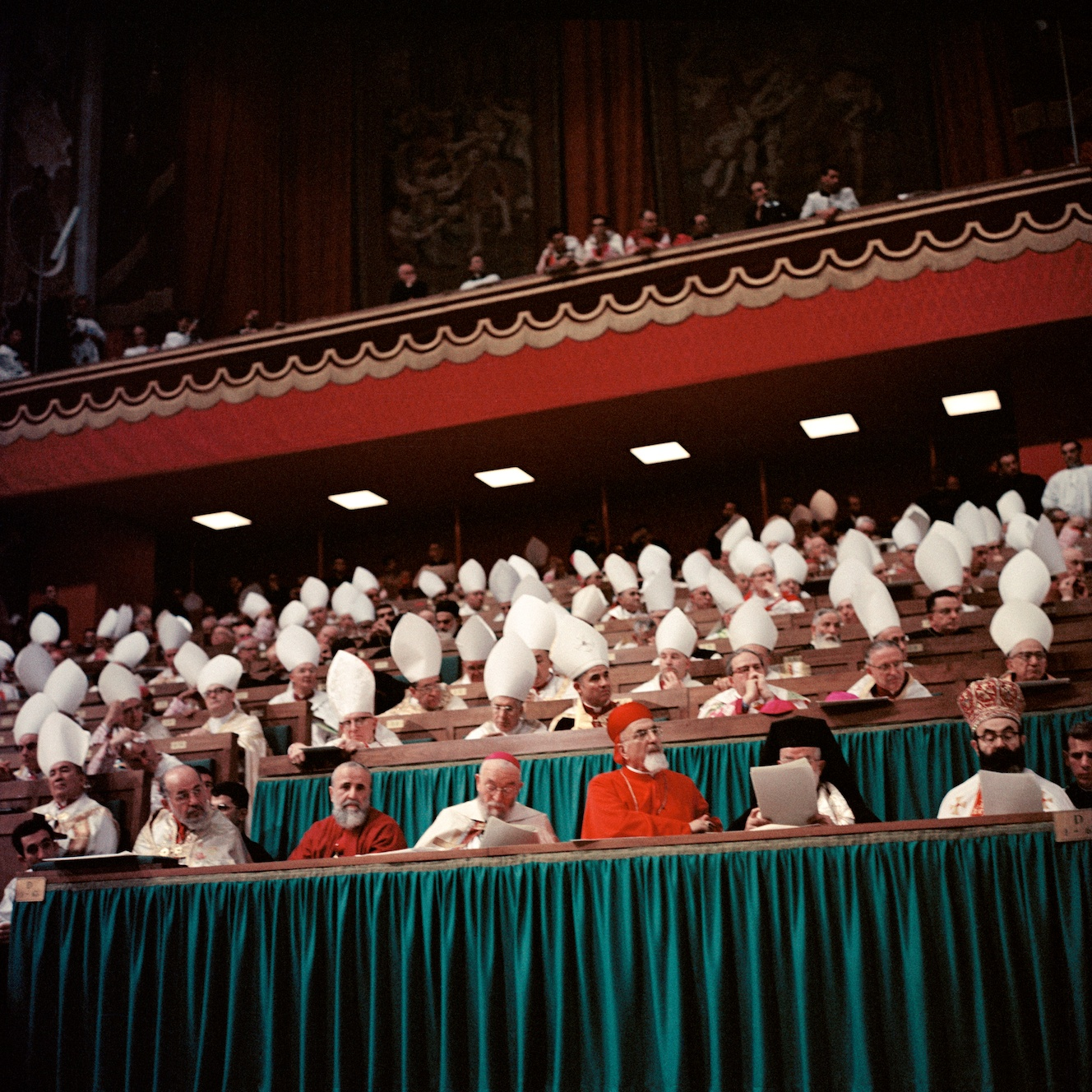
Các nghị phụ tại Công đồng Vatican II

### Phân bố

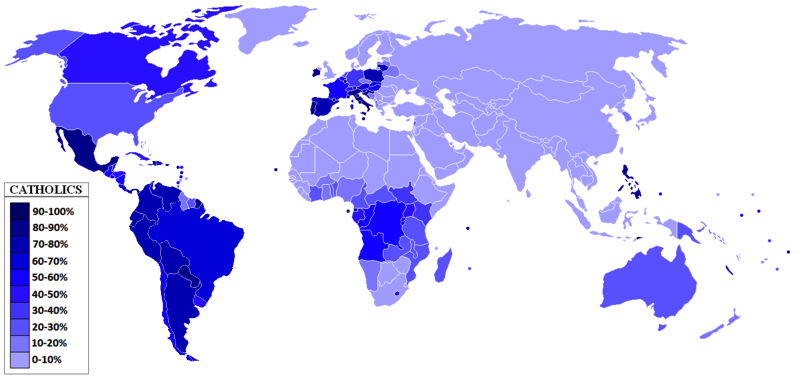
Bản đồ cho thấy tỉ lệ người Công giáo tại các quốc gia. Màu càng đậm thì tỉ lệ càng cao